# Вилата (Асти)
Вилата је насеље у Италији у округу Асти, региону Пијемонт.
Према процени из 2011. у насељу је живело 128 становника. Насеље се налази на надморској висини од 322 м.